# Bosellia
Genre
Bosellia est un genre de mollusques gastéropodes sacoglosses de la famille des Plakobranchidae.

## Liste des genres
Selon World Register of Marine Species (8 décembre 2024) :
- Bosellia cohellia EV. Marcus, 1978
- Bosellia corinneae Ev. Marcus, 1973
- Bosellia curasoae Er. Marcus & Ev. Marcus, 1970
- Bosellia levis Fernandez-Ovies & Ortea, 1986
- Bosellia mimetica Trinchese, 1891